# Taiwo Awoniyi
Taiwo Micheal Awoniyi (Ilorin, 1997. augusztus 12. –) nigériai válogatott labdarúgó, a Nottingham Forest csatára.

## Pályafutása
2015. augusztus 31-én szerződtette le őt a Liverpool, az Imperial Soccer Academy-nek 400.000 font körüli összeget fizettek. Amint aláírta szerződését, kölcsönbe került az FSV Frankfurt csapatához. Itt a Hertha ellen debütált, majd 2016. február 19-én a bajnokságban is bemutatkozott. A Frankfurt az idény végén kiesett, Awoniyi pedig visszatért Angliába. Másodszorra a NEC-hez szerződött kölcsönbe, 2016. augusztus 26-án írt alá. Szeptember 10-én bemutatkozott az Eredivisiében, majd, mikor a csapat kiesett a másodosztályba, innen is visszatért a Liverpoolhoz. Harmadszorra a belga Mouscronhoz került, ahol 31 mérkőzésen tízszer is betalált. 2018. július 17-én meghosszabbította liverpooli szerződését, majd ismét Belgiumba írt alá, ezúttal a KAA Gent-hez. Itt csak egy rövid időt töltött el, mielőtt a Mouscronhoz került, majd ismételten visszatért angol csapatához. 2019. augusztus 17-én újfent kölcsönbe szerződött, a Mainz csapatához, ahova egy évre írt alá. 2020. szeptember 19-én ismét kölcsönbe került, ezúttal az Union Berlin csapatához. 2021. július 20-án végleg szerződtette a német klub.
2022. június 25-én az angol Nottingham Forest csapatával ötéves szerződést kötött. 2025 májusában egy Leicester City elleni bajnoki közben komoly hasi sérülést szenvedett, amely után ugyan megpróbálta folytatni a mérkőzést, de le kellett cserélni. Két nappal később a csapat bejelentette, hogy mesterséges kómába helyezték a játékost felépülése közben, amelyből nem sokkal később felébresztették.

## Sikerei, díjai
- Nigéria U17
  - U17-es labdarúgó-világbajnokság: 2013

- Nigéria U20
  - U20-as Afrikai nemzetek kupája: 2015